# Пођириденти Пјано (Сондрио)
Пођириденти Пјано је насеље у Италији у округу Сондрио, региону Ломбардија. 
Према процени из 2011. у насељу је живело 1149 становника. Насеље се налази на надморској висини од 299 м.